# Breeders Crown 3YO Colt & Gelding Trot
| 2YO Filly Trot |  | 2YO Colt & Gelding Trot |  | 3YO Filly Trot |  | 3YO Colt & Gelding Trot |  | Open Mare Trot |  | Open Trot |

Breeders Crown 3YO Colt & Gelding Trot är ett årligt travlopp i Breeders Crown-serien för 3-åriga varmblodiga hingstar och valacker. Loppet är ett sprinterlopp över 1609 meter och körs på olika travbanor i USA och Kanada, sedan premiären 1984. Förstapris är 250 000 amerikanska dollar. 2010 blev Pocono Downs den första banan som körde alla 12 lopp i travserien under en och samma kväll.

## Rekord
Flest segrar av en kusk
- 6 – Brian Sears (2004, 2005, 2007, 2009, 2010, 2018)

Flest segrar av en tränare
- 7 – Jimmy Takter (1997, 2002, 2008, 2014, 2015, 2016, 2018)

## Segrare
| År   | Häst              | Kusk              | Tränare           | Tid    |
| ---- | ----------------- | ----------------- | ----------------- | ------ |
| 2023 | Tactical Approach | Scott Zeron       | Nancy Takter      | 1:51.2 |
| 2022 | King Of The North | Mark Macdonald    | Ray Schnittker    | 1:50.3 |
| 2021 | Jujubee           | Andrew McCarthy   | Greg Wright       | 1:51.2 |
| 2020 | Amigo Volo        | Dexter Dunn       | Richard Norman    | 1:53.0 |
| 2019 | Gimpanzee         | David Miller      | Marcus Melander   | 1:52.3 |
| 2018 | Tactical Landing  | Brian Sears       | Jimmy Takter      | 1:52.1 |
| 2017 | What The Hill     | David Miller      | Ron Burke         | 1:52.3 |
| 2016 | Bar Hopping       | Tim Tetrick       | Jimmy Takter      | 1:51.4 |
| 2015 | The Bank          | David Miller      | Jimmy Takter      | 1:54.3 |
| 2014 | Father Patrick    | Yannick Gingras   | Jimmy Takter      | 1:51.4 |
| 2013 | Spider Blue Chip  | Ronald Pierce     | Charles Sylvester | 1:53.3 |
| 2012 | Intimate          | Ronald Pierce     | Luc Blais         | 1:52.4 |
| 2011 | Chapter Seven     | Jeff Gregory      | Linda Toscano     | 1:53.0 |
| 2010 | Break The Bank    | Brian Sears       | Trond Smedshammer | 1:52.2 |
| 2009 | Muscle Hill       | Brian Sears       | Greg Peck         | 1:54.1 |
| 2008 | In Focus          | Dave Palone       | Jimmy Takter      | 1:53.4 |
| 2007 | Arch Madness      | Brian Sears       | Trond Smedshammer | 1:52.4 |
| 2006 | Majestic Son      | Trevor Ritchie    | Mark Steacy       | 1:54.2 |
| 2005 | Strong Yankee     | Brian Sears       | Trond Smedshammer | 1:53.4 |
| 2004 | Yankee Slide      | Brian Sears       | Steve Elliott     | 1:54.4 |
| 2003 | Mr. Muscleman     | Ronald Pierce     | Noel Daley        | 1:54.2 |
| 2002 | Kadabra           | David Miller      | Jimmy Takter      | 1:54.1 |
| 2001 | Liberty Balance   | Randy Waples      | Pat Hunt          | 1:55.0 |
| 2000 | Fast Photo        | Mike Lachance     | Don Swick         | 1:55.4 |
| 1999 | CR Renegade       | Rod Allen         | Carl Allen        | 1:54.2 |
| 1998 | Muscles Yankee    | John Campbell     | Charles Sylvester | 1:53.0 |
| 1997 | Malabar Man       | Malvern Burroughs | Jimmy Takter      | 1:55.2 |
| 1996 | Running Sea       | Wally Hennessey   | Charles Sylvester | 1:55.0 |
| 1995 | Abundance         | Bill O'Donnell    | John Ducharme     | 1:58.0 |
| 1994 | Incredible Abe    | Italo Tamborrino  | Charles Sylvester | 1:54.1 |
| 1993 | Pine Chip         | John Campbell     | Charles Sylvester | 1:54.2 |
| 1992 | Baltic Striker    | Mike Lachance     | Ron Gurfein       | 1:55.4 |
| 1991 | Giant Victory     | Ronald Pierce     | Per K. Eriksson   | 1:56.0 |
| 1990 | Embassy Lobell    | Mike Lachance     | Jerry Riordan     | 1:56.4 |
| 1989 | Esquire Spur      | Richard Stillings | Richard Stillings | 1:56.1 |
| 1988 | Firm Tribute      | Mark O'Mara       | Mark O'Mara       | 1:55.3 |
| 1987 | Mack Lobell       | John Campbell     | Charles Sylvester | 1:54.1 |
| 1986 | Sugarcane Hanover | Ron Waples        | James W. Simpson  | 1:57.1 |
| 1985 | Prakas            | John Campbell     | Per K. Eriksson   | 1:57.1 |
| 1984 | Baltic Speed      | Jan Nordin        | Sören Nordin      | 1:57.2 |